# 飯田河原の戦い
飯田河原の戦い（いいだがわらのたたかい）は、永正18年（1521年）2月に、武田氏と今川氏の間で起きた合戦。

## 概要
永正18年（1521年）2月に甲斐国の武田信虎が甲斐の国衆をまとめていくことを脅威に感じた今川氏親が福島正成を総大将とし侵攻した。富士川沿いの街道を北に進軍すると穴山隊と合流し、躑躅ヶ崎館攻めの準備に入った。
今川軍8000に対し武田方は、2000で挑んだ。すると武田軍は、荒川の上流でせきどめて川が安全かのように見せ、今川軍が渡ったところで堤防を壊し背水の陣にさせた。結果は今川方の福島正成が討死し、今川軍のほとんどが討死した。